# Notylia punctata
Notylia punctata är en orkidéart som först beskrevs av Ker Gawl., och fick sitt nu gällande namn av John Lindley. Notylia punctata ingår i släktet Notylia och familjen orkidéer. Inga underarter finns listade i Catalogue of Life.